# UML Partners
UML Partners — консорциум системных интеграторов и производителей, собравшийся в 1996 году для создания спецификации Unified Modeling Language (UML). Изначально возглавлялся Грэди Бучем, Айваром Якобсоном и Джеймсом Рамбо из Rational Software. Созданный в рамках UML Partners черновик спецификации UML 1.0 был предложен на рассмотрение Object Management Group (OMG) в январе 1997 года. В том же месяце UML Partners сформировали рабочую группу по семантике (Semantics Task Force), под руководством Криса Кобрина, для завершения семантик спецификации и интеграции в подготовленную к стандартизации спецификацию. Результат этой работы — спецификация UML 1.1 — была отправлена Object Management Group в августе 1997 года и принята ей в ноябре того же года. 

## Участники
- Digital Equipment Corporation
- Hewlett-Packard
- i-Logix
- IBM
- ICON Computing
- IntelliCorp
- MCI Systemhouse
- Microsoft
- ObjecTime
- Oracle Corporation
- Platinum Technology
- Ptech
- Rational Software
- Reich Technologies
- Softeam
- Taskon
- Texas Instruments
- Unisys